# Aleksandr Chervyakov
Aleksandr Ivanovitch Chervyakov (en russe : Алекса́ндр Ива́нович Червяко́в) est un biathlète kazakh, né le 18 juin 1980 à Kökşetaw.

## Biographie
Il fait ses débuts en Coupe du monde en 2004 à Beitostølen. Il signe son meilleur résultat individuel la saison suivante, lorsqu'il termine 27e de l'individuel de Turin.
Aux Jeux olympiques d'hiver de 2006, il se classe 56e du sprint, 53e de la poursuite et 73e de l'individuel.
Aux Championnats du monde 2008, il obtient son meilleur résultat individuel aux mondiaux avec une 28e place à l'individuel.
En 2010, il prend part aux Jeux olympiques de Vancouver, se classant 51e du sprint, 49e de la poursuite, 50e de l'individuel et 18e du relais masculin. En fin de saison, il obtient son meilleur classement général en Coupe du monde, 61e. Il prolonge sa carrière jusqu'aux Championnats du monde 2013.
Il a remporté quatre médailles d'or aux Jeux asiatiques durant sa carrière, une sur l'individuel en 2007 et trois autres en 2011 sur le sprint, la poursuite et le relais.
Sa femme Anna Lebedeva est aussi une biathlète.

## Palmarès

### Jeux olympiques
| Épreuve / Édition              | Individuel | Sprint | Poursuite | Départ en masse | Relais |
| Jeux olympiques 2006 Turin     | 73e        | 56e    | 53e       | -               | -      |
| Jeux olympiques 2010 Vancouver | 50e        | 51e    | 49e       | —               | 18e    |

Légende :
- — : N'a pas participé à cette épreuve

### Championnats du monde
| Mondiaux \ Épreuve           | Individuel | Sprint | Poursuite | Départ en masse | Relais | Relais mixte |
| 2005 Hochfilzen / Khanthy-M. | 74e        | 74e    | -         | -               | 21e    | 22e          |
| 2007 Antholz                 | 72e        | -      | -         | -               | -      | 19e          |
| 2008 Östersund               | 28e        | 47e    | 47e       | -               | 22e    | -            |
| 2009 Pyeongchang             | 70e        | 33e    | 50e       | -               | 20e    | 15e          |
| 2011 Khanty-Mansiïsk         | 35e        | 30e    | 48e       | -               | 22e    | 21e          |
| 2012 Ruhpolding              | 59e        | 77e    | -         | -               | 15e    | 20e          |
| 2013 Nové Město              | -          | 84e    | -         | -               | 19e    | -            |

Légende :

 : épreuve inexistante

- : n'a pas participé à l'épreuve

### Coupe du monde
- Meilleur classement général : 61e en 2010.
- Meilleur résultat individuel : 27e.

#### Classements en Coupe du monde
| Saison    | Classement général final | Individuel | Sprint | Poursuite | Mass start |
| 2004-2005 | 87e                      | 60e        | 54e    | 44e       |            |
| 2005-2006 | nc                       | nc         | nc     | nc        |            |
| 2006-2007 | nc                       | nc         | nc     |           |            |
| 2007-2008 | 91e                      | 56e        | nc     | nc        |            |
| 2008-2009 | 101e                     | nc         | 87e    | nc        |            |
| 2009-2010 | 61e                      | 55e        | 76e    | 54e       |            |
| 2010-2011 | 78e                      | 56e        | 86e    | 79e       |            |
| 2011-2012 | 101e                     | nc         | 95e    | 94e       |            |
| 2012-2013 | nc                       |            | nc     | nc        |            |

### Jeux asiatiques
- Médaille d'or de l'individuel en 2007.
- Médaille d'or du sprint, de la poursuite et du relais en 2011.
- Médaille de bronze du relais en 2007.